# Gruppo Sportivo Fascista Rovigo 1935-1936
Questa pagina raccoglie le informazioni riguardanti il Gruppo Sportivo Fascista Rovigo nelle competizioni ufficiali della stagione 1935-1936.

## Stagione
Nella stagione 1935-1936 parte la nuova avventura della terza serie chiamata da questa stagione Serie C.
Il Rovigo disputa il girone A del nuovo campionato di Serie C, ottenendo 32 punti classificandosi al 7º posto a pari merito col Mantova.

## Rosa
| N. |                   | Ruolo | Calciatore          |
| -- | ----------------- | ----- | ------------------- |
|    | Italia (bandiera) | C     | Ennio Alberghini    |
|    | Italia (bandiera) | A     | Virgilio Andrioli   |
|    | Italia (bandiera) | C     | Colsister Aramini   |
|    | Italia (bandiera) | A     | Alessandro Astolfi  |
|    | Italia (bandiera) | A     | Giovanni Bocchio    |
|    | Italia (bandiera) | D     | Renato Bottacini    |
|    | Italia (bandiera) | A     | Luigi Bruni         |
|    | Italia (bandiera) | C     | Alessandro Calanchi |
|    | Italia (bandiera) | D     | Lodovico Cellerino  |
|    | Italia (bandiera) | C     | Ubaldo Coppo        |

| N. |                   | Ruolo | Calciatore         |
| -- | ----------------- | ----- | ------------------ |
|    | Italia (bandiera) | P     | Aroldo Corazza     |
|    | Italia (bandiera) | A     | Luigi Cortivo      |
|    | Italia (bandiera) | D     | Romildo Mercatelli |
|    | Italia (bandiera) | A     | Renato Molena      |
|    | Italia (bandiera) | C     | Ivo Prandini       |
|    | Italia (bandiera) | C     | Gastone Ruzzante   |
|    | Italia (bandiera) | C     | Mario Scagnolari   |
|    | Italia (bandiera) | A     | Aroldo Tassinari   |
|    | Italia (bandiera) | P     | Fulvio Turatto     |
|    | Italia (bandiera) | C     | Giovanni Zen       |